# Café De Liefde
Café De Liefde is een Nederlands televisieprogramma van de VPRO rond de thema's seks, relaties en liefde.
Op 2 juli 2008 werd de eerste aflevering uitgezonden van een zesdelige serie. In 2009 volgde een achtdelige serie en in 2010 wederom een zesdelige serie. De eindredactie en commentaarstem zijn van Bram van Splunteren. In de aan de serie gekoppelde website kunnen leden bloggen en daten. Het televisieprogramma wordt muzikaal omlijst door De meisjes Loos.
In 2010 werd in samenwerking met de Volkskrant een verhalenwedstrijd georganiseerd waarvan de drie winnende verhalen verfilmd werden tot korte films die werden uitgezonden in een aflevering van Café De Liefde.